# Patinatge de velocitat als Jocs Olímpics d'hivern de 1932 - 1.500 metres masculins
Als Jocs Olímpics d'Hivern de 1932 celebrats a la ciutat de Lake Placid (Estats Units d'Amèrica) es realitzà una prova de patinatge de velocitat sobre gel en una distància de 1.500 metres que formà part del programa oficial de patinatge de velocitat als Jocs Olímpics d'hivern de 1932.
La prova es disputà el dia 5 de febrer de 1932 a l'Estadi Olímpic de Lake Placid.

## Comitès participants
Hi participaren un total de 18 patinadors de 6 comitès nacionals diferents.
| - Canadà (4) - Estats Units (4) - Finlàndia (1) |  | - Japó (4) - Noruega (4) - Suècia (1) |

## Resum de medalles
| Or        | Argent         | Bronze      |
| Jack Shea | Alexander Hurd | Willy Logan |

## Resultats

### Primera ronda
Ronda 1
| Posició | Nom               | Temps  | Qual. |
| ------- | ----------------- | ------ | ----- |
| 1       | Herbert Taylor    | 2:49.3 | Q     |
| 2       | Frank Stack       |        | Q     |
| 3       | Bernt Evensen     |        |       |
| 4       | Hans Engnestangen |        |       |
| 5       | Ossi Blomqvist    |        |       |
| 6       | Tomejo Uruma      |        |       |

Ronda 2
| Posició | Nom             | Temps  | Qual. |
| ------- | --------------- | ------ | ----- |
| 1       | Jack Shea       | 2:58.0 | Q     |
| 2       | Willy Logan     |        | Q     |
| 3       | Ivar Ballangrud |        |       |
| 4       | Herbert Flack   |        |       |
| 5       | Shozo Ishihara  |        |       |
| 6       | Lloyd Guenther  |        |       |

Ronda 3
| Posició | Nom              | Temps  | Qual. |
| ------- | ---------------- | ------ | ----- |
| 1       | Raymond Murray   | 2:29.9 | Q     |
| 2       | Alexander Hurd   |        | Q     |
| 3       | Michael Staksrud |        |       |
| 4       | Yasuo Kawamura   |        |       |
| 5       | Tokuo Kitani     |        |       |
| 6       | Ingvar Lindberg  |        |       |

### Final
| Posició | Nom            | Temps       |
| ------- | -------------- | ----------- |
| 1       | Jack Shea      | 2:57.5      |
| 2       | Alexander Hurd | 5 m darrera |
| 3       | Willy Logan    | 6 m darrera |
| 4       | Frank Stack    |             |
| 5       | Raymond Murray |             |
| 6       | Herbert Taylor |             |